# ラグビー・パーク・スタジアム
ラグビー・パーク・スタジアム（英: Rugby Park Stadium）は、ニュージーランド、サウスランド、インバーカーギルにある多目的スタジアム。
ラグビーユニオン、エア・ニュージーランド・カップチームのサウスランド・ラグビー・フットボール・ユニオン (en) とサッカーのスピリットFC (en) のホームスタジアムとなっている。

## 概要
17,000収容だが、過去(1960年代)にはホームステッド・スタジアムの名称で30,000収容の規模だった。しかし、そのスタジアムは取り壊され現在は2000年から新スタジアム建設が計画され2002年に完成したスタジアムが建っている。
2024年10月に、ニュージーランド代表144キャップを獲得したジョシュ・ベックハイスにちなみ、1週間限定で「Bekhuis Park（ベクハウス・パーク）」に改称された。

## 入場者数

### 最大入場者数
- 25,000 - 1960